# St. Peter und Paul (Ahrbergen)

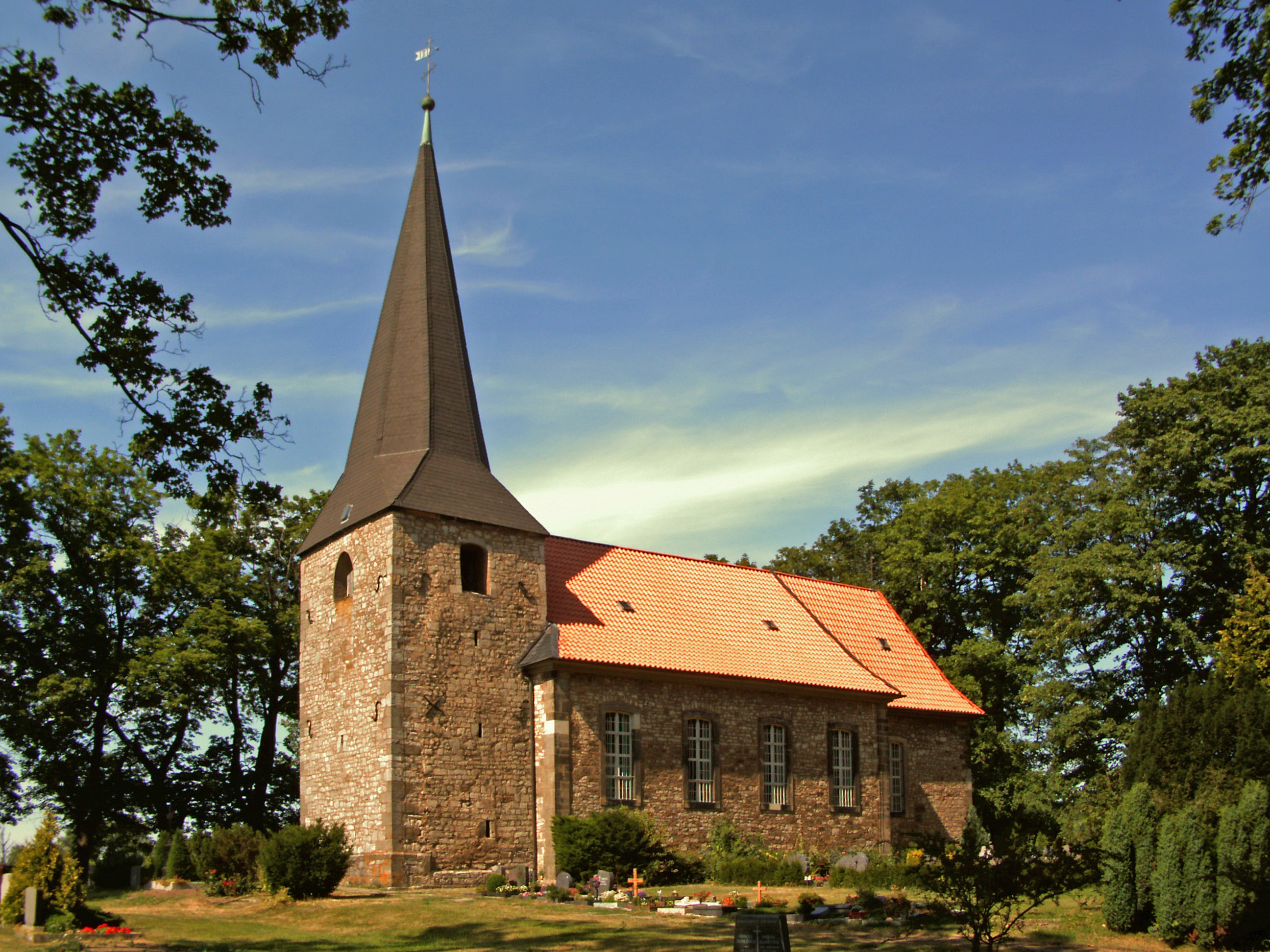
St. Peter und Paul Ahrbergen

St. Peter und Paul ist eine römisch-katholische Kirche in der Ortschaft Ahrbergen der Gemeinde Giesen im niedersächsischen Landkreis Hildesheim. Sie gehört heute zur Pfarrgemeinde St. Vitus mit Sitz in Giesen im Dekanat Borsum-Sarstedt des Bistums Hildesheim.

## Geschichte
Urkundlich wird Ahrbergen in der Regierungszeit Bischof Hezilos (1054–1074) erwähnt. Die erste exakt datierte Nachricht über die Siedlung Ahrbergen stammt aus einer Urkunde Bischofs Bernhard I., der am 13. Oktober 1147 dem Bartholomäusstift in Hildesheim Besitz und Privilegien im Ort bestätigte. Dieser Belehnungsurkunde folgen Schriftstücke der Bischöfe, die den Tausch, Kauf und Verkauf von Grundbesitz in Ahrbergen an das Kloster Marienrode 1274 und an das Michaeliskloster dokumentieren. Den Nutzen aus diesem Tausch- und Kaufhandel im späten Mittelalter zog das Bartholomäusstift, das sich 1247 seinen Besitz in Ahrbergen durch Papst Innozenz IV. bestätigen ließ. In der Belehnungsurkunde von 1147 wird ein Cuno de Arbergum erwähnt, der später bis 1190 in bischöflichen Urkunden als Zeuge genannt wird. Der Zeuge war Mitglied einer alten sächsischen Adelsfamilie, einer Hildesheimer Seitenlinie, die sich nach ihrem Besitz von Ahrbergen, später auch von Deppenau und von Hotteln nannte. Im Zusammenhang mit der Familie von Ahrbergen dürfte die dort etwa 200 Jahre lang vorhandene Burg Ahrbergen mit der alten Pfarrkirche stehen, die sich auf einer kleinen Anhöhe nördlich vom heutigen Dorf befand.
Die Bewohner in der Innersteniederung suchten bei Hochwasser und später nach deren Verfall in der Pfarrkirche Schutz. Die außerhalb des Dorfes auf dem Burgplatz liegende Pfarrkirche gehörte kirchlich zur Haupt- und Taufkirche St. Lamberti in der Hildesheimer Neustadt. Das Patrozinium St. Petrus und Paulus sowie 1208 die urkundliche Erwähnung des Pfarrers und die gotische Architektur des Turmes weisen auf ihre Entstehung im 12. Jahrhundert hin. Die Patronatsrechte über St. Petrus und Paulus von St. Lamberti standen dem Bischof zu. Im Jahre 1695 übertrug er diese, mit Zustimmung des Archidiakons, dem Sülte-Kloster.
Anders als die Nachbargemeinde Sarstedt blieb Ahrbergen nach der Hildesheimer Stiftsfehde im Amt Steuerwald unter der Regierung des Bischofs. Nach der Einführung der Reformation in Sarstedt ab 1542 durch Elisabeth von Calenberg wurde der Bruchgraben zwischen den Ortschaften Sarstedt und Ahrbergen praktisch zur Konfessionsgrenze. Ihren Einfluss auf die katholische Kirchengemeinde konnte die evangelische Stadt besonders in der Regierungszeit des mit der Reformation sympathisierenden Bischofs Friedrich von Holstein geltend machen. Denn bereits 1551 war ein evangelischer Prädikant in Ahrbergen eingesetzt worden, dem bis 1582 fünf lutherische Pastoren folgten. 1583 kam Adam Christoph Bock als Pfarrer nach Ahrbergen. Er betonte im Visitationsprotokoll von 1609, dass er trotz Widerstandes Ahrbergen wieder rekatholisiert habe.
Von 1716 bis 1838 war die Pfarrei dem Förster Zirkel angehörig, danach dem Dekanat Förste. Im Jahre 1745, während der Regierungszeit von Fürstbischof Clemens August, wurde die baufällige Pfarrkirche St. Petrus und Paulus abgerissen. Der Kirchenbau nach 1745, unter Verwendung des Turmes aus dem 12. und des gotischen Chores aus dem 14. Jahrhundert, wurde durch General Franz Ignatz von und zu Weichs gefördert. Da die neuerbaute Pfarrkirche außerhalb lag und sie im Winter nicht beheizbar war, wurde 1872 im Ortskern die Marienkapelle erbaut. Die Maigesetze des Kulturkampfes führten in Ahrbergen zur Vakanz der Pfarrstelle. Die seelsorgliche Betreuung von 1875 bis 1884 wurde vom katholischen Pfarrer aus Ruthe wahrgenommen. Erst nach der Lockerung der gesetzlichen Bestimmungen durch den preußischen Staat konnte Bischof Daniel Wilhelm Sommerwerck ab 1884 einen Hilfsgeistlichen nach Ahrbergen senden.
Die Umgebung des Ortes wurde Anfang des 20. Jahrhunderts durch den Kalibergbau geprägt. Im Jahre 1913 konnte der Schacht Fürstenhall in Betrieb genommen werden. Die Bevölkerung des Stiftsdorfes verdiente ihren Lebensunterhalt neben dem Anbau von Getreide und Zuckerrüben mit der Kalisalzgewinnung. Anfang der 1930er Jahre verhalf Pfarrer Gerhard Schrader den Eigentümern der umliegenden Ländereien zu Kalischürfrechten. Dieser wirtschaftliche Strukturwandel und das damit verbundene Bevölkerungswachstum forderte von der katholischen Kirchengemeinde ein soziales Engagement. So wurde unter Pfarrer Heinrich Vollmer ein Altenheim mit Sozialstation und späteren Kindergarten gegründet.
Zur Kirchengemeinde gehörten 45 polnische Landarbeiter. Ab 1936 wurde der Reichsarbeitsdienst in Ahrbergen tätig und die Munitionsfabrik (MUNA) nahm dort ihre Arbeit auf. Im Werk wurden zahlreiche Zwangsarbeiter eingesetzt, die jedoch von den Nazi-Behörden an ihrer Religionsausübung gehindert worden sind.
Durch den Flüchtlingsstrom nach 1945 änderten sich die konfessionellen Verhältnisse und die Katholikenzahlen stiegen. Im Jahre 1950 wurden 1115 Katholiken seelsorglich betreut. Die Marienkapelle wurde bis 1968 für die Gottesdienste in Ahrbergen genutzt. Da das Gotteshaus baufällig war, seine Größe nicht mehr dem Umfang entsprach und die außerhalb des Ortes liegende Peter-und-Paul-Kirche nicht beheizt werden konnte, wurde von 1966 bis 1968 die neue Pfarrkirche St. Maria, Mutter der Kirche gebaut.
St. Peter und Paul blieb auf dem ehemaligen Burgplatz erhalten und wird seitdem wegen des umliegenden Friedhofs als Friedhofskirche benutzt.
Am 1. November 2014 wurde die Pfarrgemeinde St. Vitus mit Sitz in Giesen errichtet. In diesem Zusammenhang wurde die Pfarrgemeinde St. Maria in Ahrbergen aufgehoben und zusammen mit ihrer Filialkirche St. Peter und Paul der neu errichteten Pfarrgemeinde zugeordnet. St. Peter und Paul ist seitdem eine Filialkirche von St. Vitus.

## Architektur
Bruchsteinbau mit gotischem Kirchturm aus dem 12. und ebenfalls gotischem Chor aus dem 14. Jahrhundert sowie einem Barockaltar aus dem Vorgängerbau.